# Barbara Stamm
Barbara Stamm, z d. Stocker (ur. 29 października 1944 w Bad Mergentheim, zm. 5 października 2022 w Würzburgu) – bawarska polityk CSU, przewodnicząca bawarskiego Landtagu w latach 2008–2018.

## Odznaczenia
- Krzyż Zasługi na Wstędze Orderu Zasługi Republiki Federalnej Niemiec[4]
- Bawarski Order Zasługi[4]
- Komandor Orderu Gwiazdy Rumunii (Rumunia, 2018)[5]
- Wielki Oficer Orderu Zasługi dla Szerzenia Praw Człowieka i Zaangażowania Społecznego (Rumunia, 2021)[6]